# Доброхотов, Василий Степанович
Василий Степанович Доброхотов (8 (20) января 1872 — 9 января 1939) — российский виолончелист и музыкальный педагог. Отец Бориса Доброхотова.
Родился в семье рабочих, начал работу слесарем в железнодорожных мастерских в Тифлисе. Согласно собственным воспоминаниям, увлёкся виолончелью под впечатлением от тифлисских гастролей Карла Давыдова, а сам инструмент выиграл в лотерею. Начал учиться музыке в музыкальном училище Тифлисского отделения Русского музыкального общества (ныне Тбилисская консерватория) в классе виолончели Ивана Сараджева, вместе с лучшими студентами (в частности, Львом Цейтлиным) участвовал в симфонических концертах. В 1896—1900 гг. продолжил образование в Санкт-Петербургской консерватории у Александра Вержбиловича.
В 1900—1902 гг. преподавал виолончель в Тифлисе, где среди его учеников был Самуил Самосуд. В 1902—1905 гг. снова в Петербурге, играл в частном оркестре графа Александра Шереметева, в составе которого, в частности, участвовал в ранних российских исполнениях опер Рихарда Вагнера «Тангейзер» и «Парсифаль». С 1905 года жил и работал в Баку, в 1906—1922 гг. вёл класс виолончели в музыкальном училище Бакинского отделения ИРМО, где среди его учеников были Семён Гинзбург, Артемий Айвазян, Армен Георгиан, Михаил Малунцян, Исаак Турич. С 1923 г. преподавал виолончель в Москве.
17 февраля 1938 года арестован, 16 июня осуждён. Умер в заключении.
Жена — Елена Артемьевна Доброхотова (урождённая Гамазова, 1877—1959), пианистка, ученица Анны Есиповой.